# Muzeum Horní Slavkov
Muzeum Horní Slavkov je městské muzeum v Horním Slavkově. Jedná se o bývalou pobočku Muzea Sokolov.

## Historie muzea
Muzeum bylo založeno roku 2001 jako pobočka Muzea Sokolov v goticko-renesančním domě čp. 211 v Pluhově ulici a sousedí s tzv. Pluhovým domem. 1. června 2012 bylo muzeum převedeno pod správu Městského kulturního střediska Horní Slavkov.

## Expozice

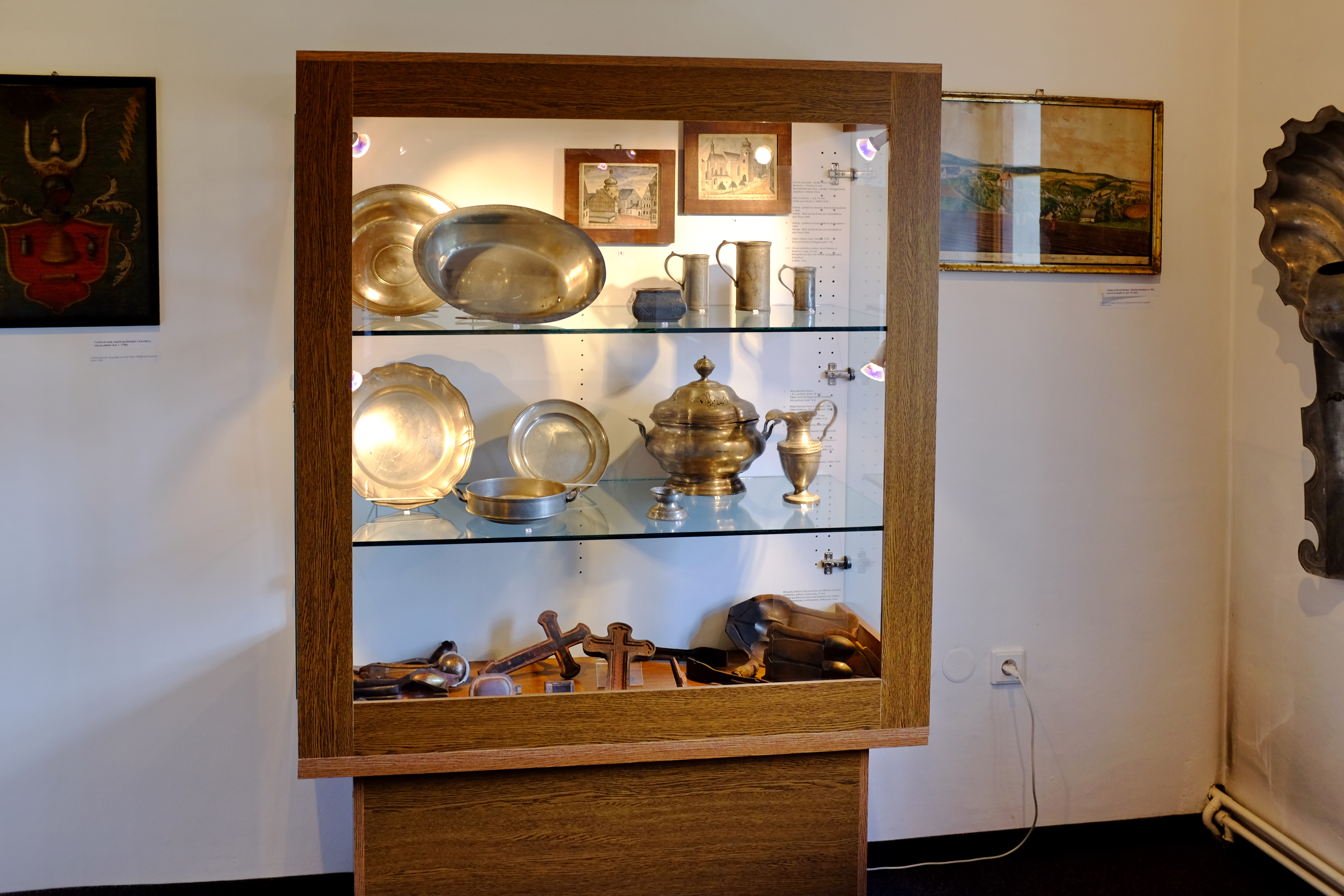
Expozice cínařství

Muzeum disponuje 8 výstavními prostory, které jsou vyplněny následujícími stálými expozicemi: mineralogie, dějiny hornictví, cínařství, porcelánu, historie města (včetně jeho devastace). Součástí prostor muzea jsou i místnosti, v nichž se konají krátkodobé výstavy.